# Bowling Green (Florida)
Bowling Green è un comune degli Stati Uniti d'America, situato in Florida, nella Contea di Hardee.